# Matti Lähde
Matti Ensio Lähde (* 14. Mai 1911 in Pellisenranta; † 2. Mai 1978 in Lappeenranta) war ein finnischer Skilangläufer und Olympiasieger.
Lähde belegte bei den Lahti Ski Games 1935 den zweiten Platz über 17 km. Bei den Olympischen Winterspielen 1936 in Garmisch-Partenkirchen wurde er mit der finnischen Staffel Olympiasieger. Zudem errang er dort den 15. Platz über 18 km. Bei den Nordischen Skiweltmeisterschaften 1938 in Lahti lief er auf den 16. Platz über 18 km. Im Jahr 1941 gewann er den 50-km-Lauf bei den Lahti Ski Games. Bei finnischen Meisterschaften siegte er 1935 über 17 km, 1939 über 18 km und 1945 mit der Staffel von Kuopion Poliisi-Urheilijat.
Von Beruf war Matti Lähde Polizist. Er hatte sieben Kinder.